# Монастырь Добричево
Монастырь Добричево (серб. Манастир Добрићево) в честь Введения во храм Пресвятой Богородицы  — монастырь Захумско-Герцеговинской и Приморской епархии Сербской православной церкви в селе Орах общине Билеча Республики Сербской Боснии и Герцеговины в 12 км от города Билеча.

## История
Первоначально монастырь был возведён на месте раннехристианской базилики, которую согласно легенде приказал построить император Константин  I Великий. Время возведения монастырской церкви неизвестно, но в монастыре хранится печать 1232 года, что даёт основание отнести постройку церкви к XIII веку. Народное предание связывает строительство монастыря также и с Неманичами.
В 1649 году монастырь был разграблен турками, а в 1672 году — сожжён. В 1730 году был восстановлен черногорскими монахами. В 1875 году братия поддержала Герцеговинское восстание, за что монастырь был снова разграблен турками. В 1914 году пострадал от австрийской армии: библиотека и ценные иконы были конфискованы, иконостас монастырской церкви сожжён, сильно повреждены фрески. В 1941 году монастырь был ограблен усташами.
В 1965 году в связи с постройкой гидроэлектростанции на реке Требишница монастырь был перенесён на новое место. В 1968 году состоялось повторное освящение храма.